# История Оливера
«История Оливера» (англ. Oliver's Story) — продолжение романа «История любви» (англ. Love story) американского писателя Эрика Сигала, изданный в 1977 году. В 1978 году по этой книге вышел одноименный фильм.

## Сюжет
— С того дня, как Дженни умерла, я не могу чувствовать ничего. Ну да, голод и всё такое… Ужин за телевизором решает эту проблему. Но в остальном… За восемнадцать месяцев… Я не чувствовал абсолютно ничего.— пер. К. Налбандян
Оливер Барретт IV крайне подавлен смертью своей жены Дженни. Он пытается заглушать душевную боль, взваливая на себя большие объёмы работы, но это не приносит ему облегчения. Не способствует этому и то, что левые взгляды Оливера не находят понимания у сослуживцев с более высоким положением. Постепенно из-за болезненного душевного состояния Оливер начинает испытывать отвращение к своему окружению. Так продолжается, пока он не встречает новую любовь — Мэрси Бонвит, богатую и красивую наследницу бизнеса Bonwit Teller. Несмотря на влюблённость, Оливер осознает, что ему крайне сложно не вспоминать о Дженни, и это создает серьёзные проблемы в отношениях с Мэрси Бонвит.

## Рецензии
- Мастерски написанный роман, который доставит удовольствие читателям, полюбившим предыдущую книгу[1]. — Cosmopolitan.
- Приятное и достоверное продолжение «Истории любви», которое понравится как читателям, так и зрителям первой части[1]. — Publisher’s Weekly
- Вы забудете обо всём, пока не доберётесь до последней страницы. (Сегал) — рассказчик исключительного таланта[1]. — Detroit News
- Эрику Сегалу снова всё удалось. Выверенная смесь загадки, сексуального возбуждения и антагонизма производят впечатление[2]. — St. Louis Globe